# Prolek
Prolek je farmakološka supstanca (lek) koja se upotrebljava u neaktivnoj ili znatno smanjenoj aktivnoj formi. Nakon administracije, prolek se procesom pod nazivom bioaktivacija metaboliše in vivo u aktivni metabolit. Ovaj pristup se načelno koristi radi poboljšanja apsorpcije, distribucije, metabolizma i ekskrecije (ADME). Prolekovi se obično dezajniraju s ciljem poboljšanja oralne biodostupnosti.
Primenom strategije proleka povećava se selektivnost leka za željenu biološku metu. Primer toga se može videti u mnogim hemoterapijskim tretmanima, u kojima je umanjenje nepoželjnih efekata veoma važna. lekovi čiji su cilj hipoksične ćelije kancera, putem upotrebe redoks-aktivacije, koriste velike količine enzima reduktaze prisutnog u hipoksičnim ćelijama da bioaktiviraju lek do njegove citotoksične forme. Pošto prolek ima nisku citotoksičnost pre njegove aktivacije, znatno su umanjene šanse da će „napasti“ zdrave, nekarcinogene ćelije, čime se redukuju nuspojave vezane za ove hemoterapijske agense.
U racionalnom dizajnu lekova, poznavanje hemijskih svojstava kojima se poboljšava apsorpcija i glavnih metaboličkih puteva kojima telo modifikuje strukturu novog hemijskog entiteta je veoma korisno u poboljšanju biodostupnosti. Ponekad je kreiranje prolekova je nenamerno. Primeri toga su neočekivana i slučajna otkrića lekova za koje je kasnije nakon ekstenzivnih metaboličkih ispitivanja ustanovljeno da su prolekovi.

## Spoljašnje veze
- Prolekovi